# Борисівка (Полтавський район)
Борисі́вка —  село в Україні, у Диканській селищній громаді Полтавського району Полтавської області. Населення становить 64 осіб. Орган місцевого самоврядування — Андріївська сільська рада.

## Географія
Село Борисівка знаходиться на лівому березі річки Вільхова Говтва, вище за течією на відстані 1 км розташоване село Ландарі, нижче за течією на відстані 4 км розташоване село Кучерівка.

## Історія
На 1859 рік у власницькому селі Свято-Борисівка (Говтва) було 7 дворів, де проживало 12 осіб чоловічої і 17 жіночої статі  .
12 червня 2020 року, відповідно до розпорядження Кабінету Міністрів України № 721-р «Про визначення адміністративних центрів та затвердження територій територіальних громад Полтавської області», село увійшло до складу Диканської селищної громади.
19 липня 2020 року, в результаті адміністративно - територіальної реформи та ліквідації Диканського району, село увійшло до складу новоутвореного Полтавського району.

## Економіка
- Молочно-товарна ферма.